# Umberto I Biancamano
Umberto I Biancamano di Savoia, detto altrimenti dalle Bianche Mani (in francese Humbert I aux Blanches Mains) (970/980 – Hermillon, 19 luglio 1047 o 1048), fu Conte di Moriana tra il 1000 e il 1047. È considerato il capostipite della dinastia dei Savoia.

## Le origini e la leggenda
Una delle più antiche cronache riguardanti i Savoia è dovuta a Giovanni d'Orville soprannominato Cabaret. Egli, per incarico di Amedeo VIII che, come altri regnanti dell'epoca, si sforzava di recuperare antenati illustri, lavorò tra il 1400 e il 1420 circa al Chronique de la Maison de Savoie (che copre la storia della dinastia dal 954 al 1397) ed è a lui che si deve l'ipotesi più suggestiva e romantica sull'origine di Umberto I Biancamano.
Umberto Biancamano sarebbe stato figlio di Beroldo di Sassonia (personaggio inventato da Cabaret), nipote di Ottone II di Sassonia, quindi il trisnonno di Biancamano sarebbe stato l'imperatore Ottone I.
Secondo la cronaca Beroldo aveva dovuto lasciare la corte di Sassonia in quanto, avendo sorpreso l'imperatrice insieme con il suo amante, li aveva uccisi entrambi per vendicare l'onore oltraggiato dello zio imperatore. Questo personaggio, nella fantasia popolare, incarnò il cavaliere errabondo, senza macchia e senza paura, raddrizzatore di torti, protettore degli umili e nemico degli usurpatori. Sempre secondo la tradizione era in prima linea nelle guerre spagnole contro i Mori e più tardi reggente del trono borgognone. Al figlio Umberto I e ai suoi successori toccò dunque il compito di fondare un dominio che si sarebbe a poco a poco esteso notevolmente.

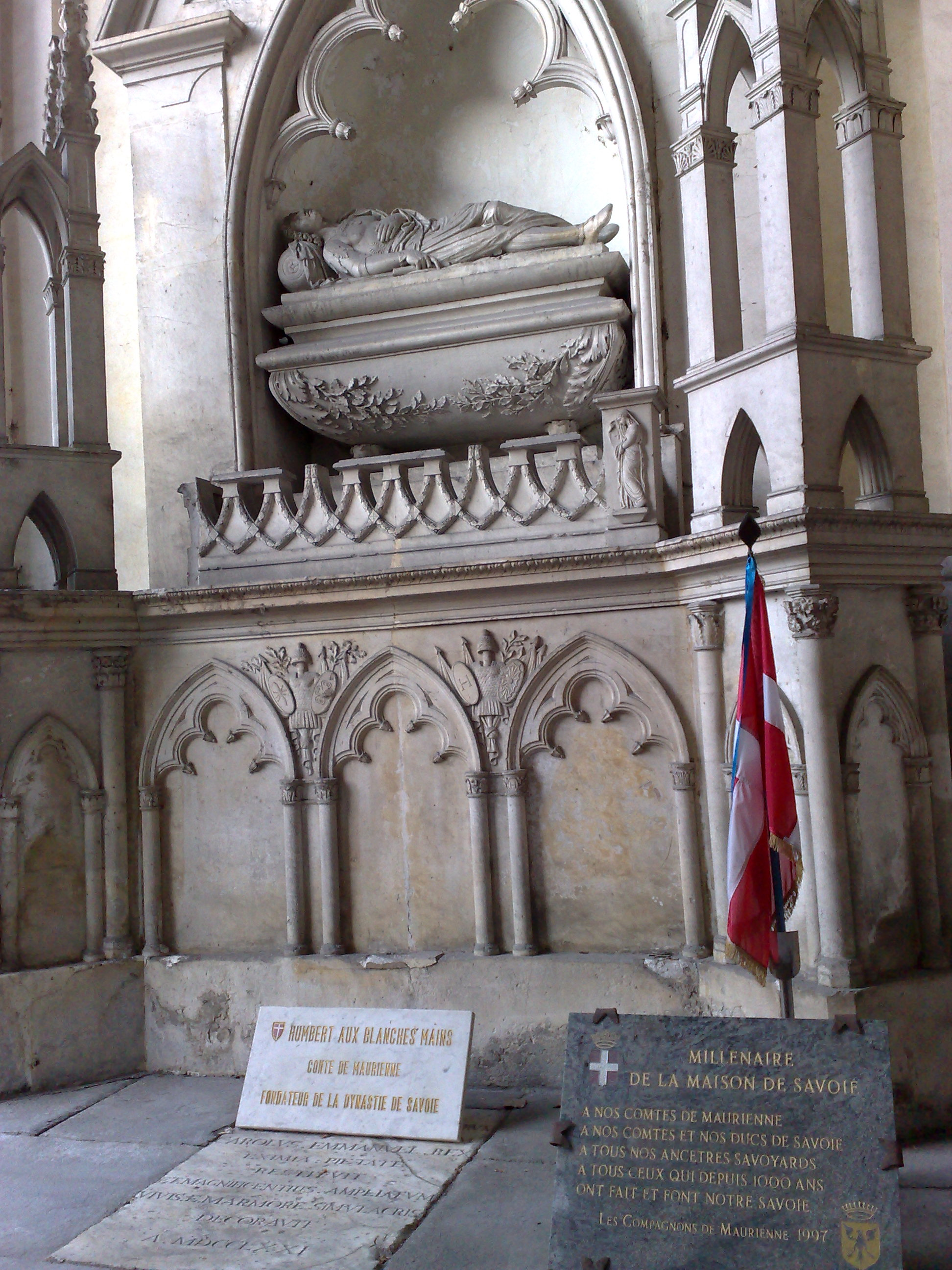
Tomba di Umberto I Biancamano nel nartece della cattedrale di San Giovanni di Moriana

## Il nome
Il suo soprannome Biancamano non viene da documenti prossimi al periodo della sua vita, ma è menzionato per la prima volta nell'obituario dell'abbazia di Altacomba nel 1342. Ancora oggi si discute sull'origine di quel Biancamano (o dalle Bianche Mani), che sembra accordarsi così poco con le virtù guerriere di cui dovette dare prova quest'uomo, fondatore di una dinastia millenaria.
Esiste l'ipotesi che quel nome un po' assurdo derivi dalla corruzione di blancis moenibus, ovvero "dalle bianche fortezze"", in riferimento al baluardo costituito dalle montagne innevate. Secondo lo storico francese André Palluel-Guillard quell'attributo poteva essere inteso anche per la sua buona politica, cioè una politica fiscale dalle mani pulite.

## Biografia
Non si hanno che poche e frammentarie notizie su Umberto; non sono noti né gli antenati, né la data di nascita, collocabile probabilmente tra gli anni 970 e 975.
Umberto è il primo personaggio storico della casata definito "conte". Il suo nome compare per la prima volta in una carta del 3 aprile 1000 e successivamente in altri documenti del 1003, del 1017, del 1024, del 1036, ma non è sicuro che si riferiscano a lui, in quanto il nome Umberto era abbastanza comune a quel tempo in casa Savoia. Probabilmente nel 1003 governava per conto del re di Borgogna Rodolfo III ventidue castelli nel Viennois (zona della città di Vienne) costituenti la contea di Sermorens (Francia):
- nel documento n° VIII del Cartulaires de l'église cathèdrale de Grenoble dits cartulaires de Saint-Hugues. Publiés par Jules Marion, del 3 aprile 1000 inerente ad una donazione del vescovo Oddone di Belley (Signum domni Oddoni, episcopi. Signum Buorchardi. Signum Uberti)[7];
- nel documento n° IX del Cartulaires de l'église cathèdrale de Grenoble dits cartulaires de Saint-Hugues. Publiés par Jules Marion, del 2 aprile 1003 sempre inerente ad una donazione del vescovo Oddone di Belley (Signum domni Otdoni, episcopus. Signum Umberto comiti et uxori sua)[8];
- nel documento n° VIII de Il conte Umberto I (Biancamano) e il re Ardoino: ricerche e documenti del 4 aprile 1003, inerente ad una donazione di terre fatta ancora dal vescovo Oddone di Belley, il conte Umberto controfirma il documento assieme alla moglie (Umberto comitis et uxoris suæ)[9];
- nel documento n° 93 del Regum Burgundiae e stirpe rudolfina diplomata et acta, del 6 giugno 1009, inerente ad una donazione del re di Arles, Rodolfo III di Borgogna, Umberto viene citato come uno dei due conti presenti alla donazione (comitibus Rodulpho et Uberto)[10];
- nel documento n° XLIV delle Regesta comitum Sabaudiae, del 1º aprile 1018, inerente ad una donazione del vescovo Ratcherio, Umberto viene citato come testimone (Domni Umberti comi, qui presens fuit)[11];
- con il documento n° IX de Il conte Umberto I (Biancamano) e il re Ardoino: ricerche e documenti dell'8 aprile 1022, Umberto assieme ai figli, Amedeo e Burcardo (nostro amico Humberto comiti et duobus heredibus filiis eius quorum unus dicitur Amedeus et alter Burchardus episcopus), ricevette in donazione diversi possedimenti nella contea di Ginevra, esclusi quelli spettanti alla regina, Ermengarda di Moriana[12].
- il documento n° X de Il conte Umberto I (Biancamano) e il re Ardoino: ricerche e documenti del 22 ottobre 1030, Umberto e la moglie, Ancilia (Uberti comitis, Anciliæ uxoris eius) sottoscrivono un documento di donazione del loro figlio, Amedeo e della nuora, Adelgida (Amedeus filius Uberti comitis et Adaelgida uxor mea)[13].

Per quello che riguarda la Savoia Umberto, secondo la Histoire de Savoie, d'après les documents originaux, era il rappresentante del re Rodolfo e della regina Ermengarda su quei territori (intendant, administrateur royaux); secondo alcuni storici Umberto era parente prossimo della regina (alcuni storici sostengono addirittura che Ermengarda fosse la sorella di Umberto) e il dominio di Umberto Biancamano in Moriana viene confermato anche dallo storico e medievista Paul Fournier.
La regina Ermengarda lo cita come suo rappresentante (advocatum meum comitem Humbertum) nel documento n° 2892 del Recueil des chartes de l'abbaye de Cluny. Tome 4.
Nel 1025 il nuovo re di Germania Corrado II il Salico, marito della nipote di Rodolfo III Gisella di Svevia, occupò Basilea per forzarlo a confermargli la successione; Rodolfo si sottomise e, nel 1027, a Muttenz, Corrado aveva ricevuto le insegne reali, la corona e la lancia di san Maurizio, ed era stato riconosciuto ufficialmente erede di Rodolfo III.
Con la morte di Rodolfo III, avvenuta nel 1032, Umberto I si schierò contro il pretendente al trono Oddone di Champagne conte di Blois; accompagnò la vedova di Rodolfo III, Ermengarda, presso l'imperatore Corrado II il Salico per essere riconosciuto re di Borgogna, e nel 1034 Umberto si schierò apertamente con l'imperatore, permettendogli di incontrarsi a Ginevra con le truppe inviate a Corrado dal marchese Bonifacio di Canossa e dall'arcivescovo di Milano Ariberto da Intimiano, contribuendo alla disfatta definitiva di Oddone, e ottenendo altre terre dall'imperatore, che così poté farsi incoronare nuovamente re di Arles a Ginevra.
Corrado II, per l'aiuto ricevuto, ricompensò il Biancamano con una serie di diritti sulla Moriana e sul Chiablese, viene investito ufficialmente conte di Moriana e del Chiablese. Per effetto di tali concessioni Umberto Biancamano aveva ottenuto un vasto dominio ai piedi della Alpi, poté così esercitare da quel momento un pieno controllo sui valichi alpini che nel Medioevo collegavano il nord con il sud dell'Europa, in particolare i passi del Moncenisio e del Piccolo San Bernardo.
Prima del 1037 Umberto e il figlio Amedeo (Domnum Humbertum comitem et filium eius Amadeum), furono presenti alla fondazione del priorato di Burbanche, nel Bugey, come viene confermato da un documento pubblicato nel libro Documenti sigilli e monete appartenenti alla storia della monarchia di Savoia dello storico e numismatico, Luigi Cibrario.
Dopo la morte di Corrado II il Salico, nel 1039, i feudatari del regno di Arles o delle due Borgogne, soprattutto i conti di Borgogna e di Ginevra, si ribellarono al nuovo re di Germania e futuro imperatore, Enrico III il Nero; solo il conte di Moriana, Umberto Biancamano, rimase sempre fedele a Enrico III.
Nel 1040 Umberto fece una donazione ai canonici della chiese di Sant'Orso e San Giovanni di Aosta, con l'approvazione dei figli Amedeo, Burcardo, Aimone e Oddone (Oddo, Amedeus comes, Aymo Sedunensis episcopus, Brochardus filius Huberti comitis) e del nipote, Pietro (Petrus marchio filius Odonis).
Umberto nel 1042 fece due donazioni all'abbazia di Saint-Chaffre: una a gennaio e una a giugno; inoltre ne fece una alla chiesa di San Lorenzo di Grenoble.
Infine Umberto fece una donazione, nel 1046 ai canonici della Cattedrale di San Giovanni di Moriana, e controfirmò (Domni Huberti comitis) il documento n° 212 del Cartulaire de l'abbaye de Saint-André-Le-Bas-de-Vienne, di Aimone (molto probabilmente il figlio).
Grazie al matrimonio, nel 1045 circa, di suo figlio Oddone con Adelaide, figlia di Olderico Manfredi II, erede al trono del marchesato di Torino e della gastaldia di Susa, vide i suoi territori estendersi notevolmente.
Mercanti e pellegrini che volevano valicare le Alpi per entrare nella Pianura padana potevano farlo solo con il consenso dei Savoia. Controllare quei valichi significava controllare i traffici e si potevano accumulare ricchezze imponendo pedaggi per il transito, gestendo locande e offrendo servizi ai viaggiatori. Ciò comportò enormi vantaggi a favore di un territorio privo di frutti e di risorse economiche. Ma la possibilità di bloccare quei valichi con sbarramenti militari, e quindi favorire il passaggio solo a eserciti disposti a concedere favori e possessi feudali, costituì la vera forza dei Savoia che seppero fondare un originale «stato di passo» e giocare con spregiudicatezza tutte le opportunità diplomatiche che questo possesso garantiva. S'installò al castello di Charbonnières costruito verso la metà del IX secolo e che dominava la città di Aiguebelle che dunque fu la prima capitale della contea.
Morì, secondo l'obituario di Talloires, nel 1048. Secondo altri morì a Hermillon il 19 luglio 1047. Un cenotafio è stato eretto nel vestibolo della cattedrale di San Giovanni di Moriana, nella valle dell'Arco. La tradizione vuole che sia stato sepolto nella cattedrale, ma studi recenti suggeriscono anche il convento di Échelles.

## Matrimonio e discendenza
All'incirca verso il 1000, Umberto aveva sposato Ancilia (o Ancilla o Auxilia) (anni '80 X secolo - 1050), che nel documento n° X de Il conte Umberto I (Biancamano) e il re Ardoino: ricerche e documenti del 22 ottobre 1030, viene citata come Ancilia, moglie di Umberto (Uberti comitis, Anciliæ uxoris eius), il cui casato però è controverso:
- Ancilia d'Aosta (o Ancilla o Auxilia), figlia di Anselmo d'Aosta e di Aldiud, secondo lo storico Charles Previté-Orton[36], confermato indirettamente da Rodolfo il Glabro, quando parla di suo figlio Burcardo, prima vescovo di Aosta, poi di Lione (Burcardo III) e infine rettore laico dell'Abbazia territoriale di San Maurizio d'Agauno, secondo Rodolfo il Glabro[37] e infine dal documento n° XLI de Il conte Umberto I (Biancamano) e il re Ardoino : ricerche e documenti del 1052, in cui l'altro figlio, Aimone, si dichiara nipote di Ulrico, fratello di Ancilia (avunculo meo comite Oudolrico)[38];
- Ancilia di Nyon (o Ancilla o Auxilia), figlia di Anselmo di Nyon e di Aldiud,[39];
- Ancilia di Lenzbourg (o Ancillia di Lensbourg), (974-?), figlia di Arnold Von Schannis, maggiordomo della casata di Borgogna, secondo le Europäische Stammtafeln[40], vol II, 190 (non consultate)[41].

Umberto da Ancilla ebbe quattro figli maschi:
- Amedeo, soprannominato la Coda (ca. 1000 - 1051), Conte di Moriana[12], che gli succedette al trono, morì senza eredi
- Aimone († 1054), vescovo di Sion[38] dal 1034 al 1054
- Burcardo (ca. 1000 - 1068), che divenne arcivescovo di Lione[12]
- Oddone[28] ( † 1060), Conte di Moriana succeduto al fratello Amedeo I

A Umberto viene attribuita anche una figlia:
- Adelaide di Savoia-Albon († ca. 1025), sposa di Ghigo d'Albon, detto il Vecchio (1000 - 1070), conte di Albon e di Grésivaudan

### Fonti primarie
- (LA)  Cartulaire de l'abbaye de Saint-André-Le-Bas-de-Vienne1
- (LA)  Saint-Chaffre, Chronicon Monasterii Sancti Petri Aniciensis
- (LA)  Recueil des chartes de l'abbaye de Cluny. Tome 4
- (LA)  Il conte Umberto I (Biancamano) e il re Ardoino : ricerche e documenti
- (LA)  Regum Burgundiae e stirpe rudolfina diplomata et acta
- (LA)  Cartulaires de l'église cathèdrale de Grenoble dits cartulaires de Saint-Hugues. Publiés par Jules Marion
- (LA)  Regesta comitum Sabaudiae
- (IT, LA)  Documenti sigilli e monete appartenenti alla storia della monarchia di Savoia
- (IT, LA)  Rodolfo il Glabro, "Cronache dell'anno mille", Mondadori, 2005.

### Letteratura storiografica
- Francesco Cognasso, Umberto Biancamano, Paravia, Torino, 1926.
- Francesco Cognasso, I Savoia, Paravia, Torino, 1971.
- Louis Halphen, "Il regno di Borgogna", cap. XXV, vol. II (L'espansione islamica e la nascita dell'Europa feudale) della Storia del Mondo Medievale, 1999, pp. 807–821.
- Edwin H. Holthouse, "L'imperatore Corrado II", cap. VI, vol. IV (La riforma della chiesa e la lotta fra papi e imperatori) della Storia del Mondo Medievale, 1999, pp. 170–192.
- Paul Fournier, "Il regno di Borgogna o d'Arles dal XI al XV secolo", cap. XI, vol. VII (L'autunno del medioevo e la nascita del mondo moderno) della Storia del Mondo Medievale, 1999, pp. 383–410.
- (FR)  Histoire de Savoie, d'après les documents originaux,... par Victor ... Flour de Saint-Genis. Tome 1
- Cinti, Decio, I Savoia dalle origini della dinastia ai nostri giorni. Cenni biografici e storici con numerose illustrazioni, Casa Editrice Sonzogno, Milano 1929.
- (EN) C. W. Previté-Orton, Humbert I Whitehands, in The early history of the house of Savoy (1000-1233), Cambridge University Press, 1912, ISBN non esistente. URL consultato l'11 dicembre 2017 (archiviato il 2007). Ospitato su archive.org.
- Savoia, Maria José di, Le origini di Casa Savoia, Oscar Storia Mondadori, Milano 2001.